# Carme Gombau i Vilasís
Carme Gombau i Vilasís (1902 - Barcelona, 18 d'abril de 1991) fou una cantant d'òpera i professora de cant catalana.
Filla de Tomàs Gombau i Eulàlia Vilasís i Macaya. Va estudiar música al Conservatori Superior de Música del Liceu de Barcelona, amb Joan Lamote de Grignon i Josep Barberà. El 1930 es va traslladar a París a estudiar a l'École Normal de Musique i al Conservatori rus. El 1933 va guanyar un concurs internacional de cant a Viena, i a partir d'aleshores va iniciar una important carrera als escenaris d'arreu d'Europa i d'Espanya. Entre els anys 1929 i 1937 va col·laborar assíduament en les vetllades de l'Associació Obrera de Concerts, fundada a iniciativa de Pau Casals. El 1934 va actuar en l'estrena al Gran Teatre del Liceu de l'òpera Euda d'Uriac (no fou l'estrena absoluta de l'obra), al costat d'Hipòlit Lázaro, una obra amb música d'Amadeu Vives i lletra d'Àngel Guimerà.
Les seves actuacions al Liceu van continuar després de la guerra civil espanyola, sent l'última la de la temporada 1950-1951, quan va intervenir en Norma de Vincenzo Bellini i Parsifal de Wagner.
En 1952 va formar part del Quartet Volcal Studium,juntament amb Bartomeu Bardagí, Maria Ambronia i Josep Guinart.
També va col·laborar, entre d'altres, amb la Banda Municipal de Barcelona. Va ser professora de l'Escola Vidiella, fundada per Carlota Giró a Barcelona després de la mort del pianista Carles Vidiella. Més tard va ser professora de cant al Conservatori Superior de Música del Liceu.

## Discografia
Va intervenir en els següents enregistraments:
- Los Gavilanes, de Jacinto Guerrero. Regal, LREG 8.022, 1967. Intèrprets: Josep Simorra, Maria Espinalt, Dolors Torrentó, Dídac Monjo, Carme Gombau, Orquestra Simfònica d'Espanya, direcció de Rafael Ferrer.[11]
- La Generala, d'Amadeu Vives. EMI Odeon, 1962. Intèrprets: Asunción Serra, Pilar Tello, Maria Espinalt, Jerónimo Vilardell, Estanis Tarin, Dolors Torrentó, Carme Gombau, Orquestra Simfònica d'Espanya, direcció de Rafael Ferrer.[12]
- La vida breve, de Manuel de Falla. RCA Victor Red Seal, 1954. Intèrprets: Victoria de Los Ángeles, Josep Simorra, Carme Gombau, Emilio Pava i altres, direcció d'Ernesto Halfter.